# Круглий (Україна)
Кру́глий — село в Україні, у Закарпатській області, Рахівській міській громаді Рахівського району. 

## Географія
На північному сході від села струмок Лощинка впадає у річку Тису.

## Історія
Назва села в різних історичних джералах за роками: 1864 — Kruhli, 1877 — Kruchli, 1892 — Kruhli, 1898 — Kruchli, 1907 — Körtelep, 1913 — Körtelep , 1918 — Körtelep, 1930 — Kruhlí, 1944 — Körtelep, Круглый, 1983 — Круглий, Круглый. 
Засноване італійцями з родин Зандонелло, Буцці, Корадіні, Делізотті, Манфреді, Мартиглоні. У 1890 році збудовано каплицю Св. Бенедикта.

## Населення
Згідно з переписом УРСР 1989 року чисельність наявного населення села становила 71 особа, з яких 32 чоловіки та 39 жінок.
За переписом населення України 2001 року в селі мешкало 95 осіб.

### Мова
Розподіл населення за рідною мовою за даними перепису 2001 року:
| Мова       | Відсоток |
| ---------- | -------- |
| українська | 98,95 %  |
| інші       | 1,05 %   |

## Центр континентальної Європи
Понад століття біля села стоїть геодезичний знак центру континентальної Європи. Він встановлений після вишукувань військових географів Австро-Угорщини в 1887 році. Тоді тут установили кам'яний стовпчик, на якому латиною написали: «Locus Perennis Dilicentissime cum libella librationis quae est in Austria et Hungaria confectacum mensura gradum meridionalium et paralleloumierum Europeum. MD CCC LXXXVII» — «Постійне, точне, вічне місце. Дуже точно, зі спеціальним приладом, виготовленим в Австро-Угорщині, визначено за шкалою меридіанів та паралелей. Рік 1887». Стовпчик приблизно двометровий та розташований обіч дороги Мукачево—Рогатин.
Тут завжди багато туристів. Приїздять фотографуватися наречені з довколишніх сіл. Неподалік є музей-колиба. В ній туристи зупиняються, щоб пообідати гуцульськими стравами.

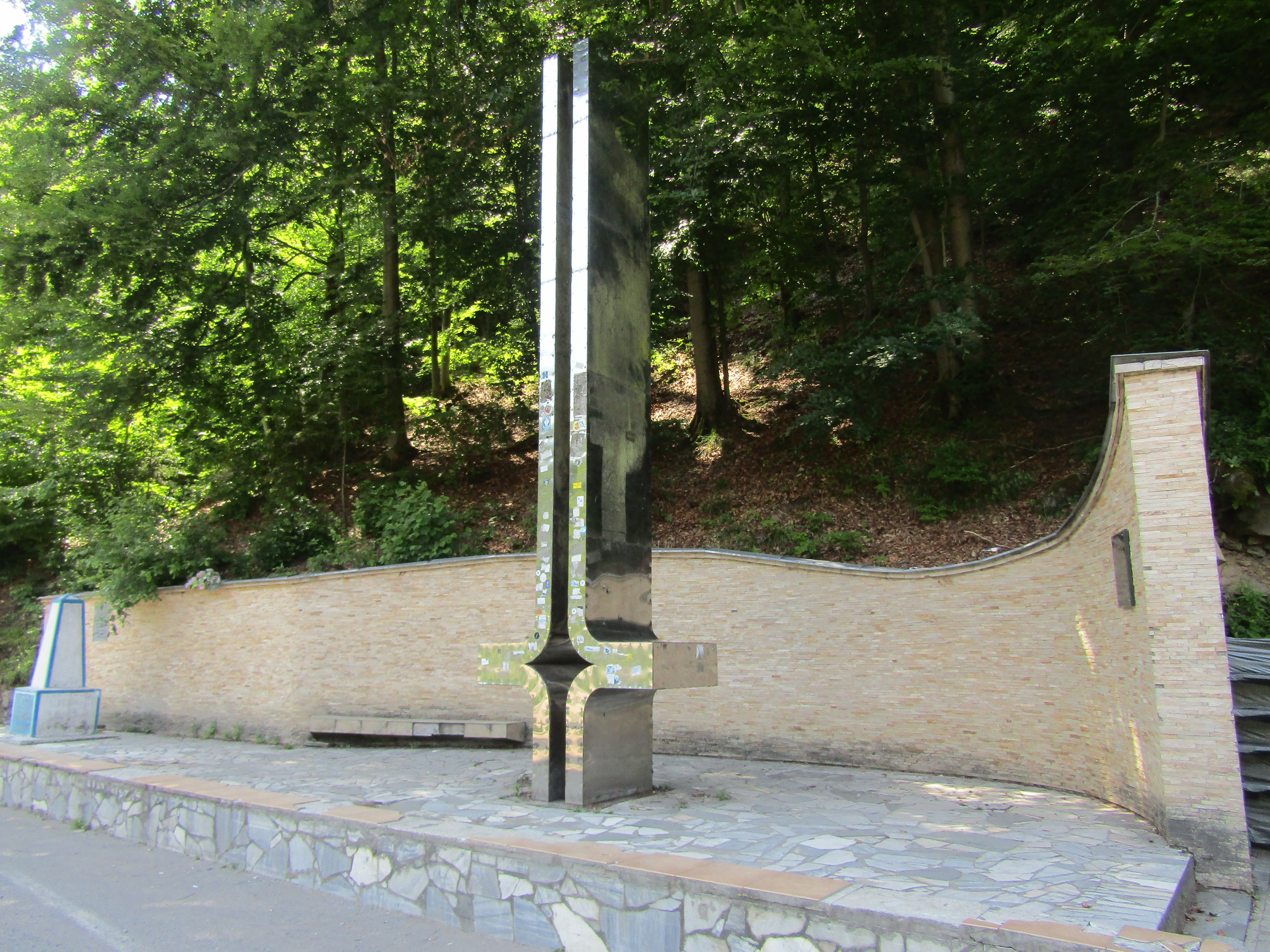
Геодизичний знак
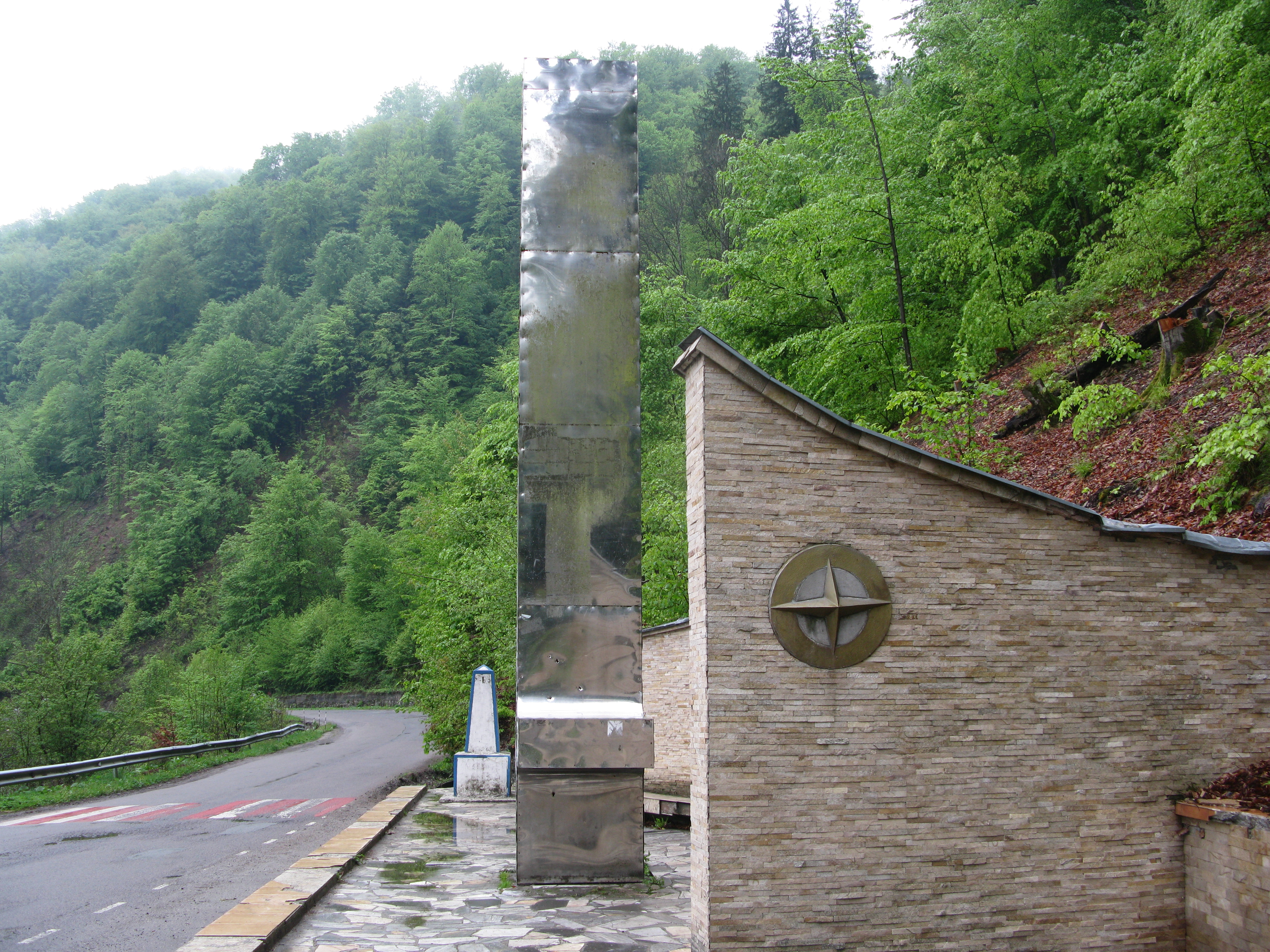
Геодизичний знак та дорога до центру села Круглий
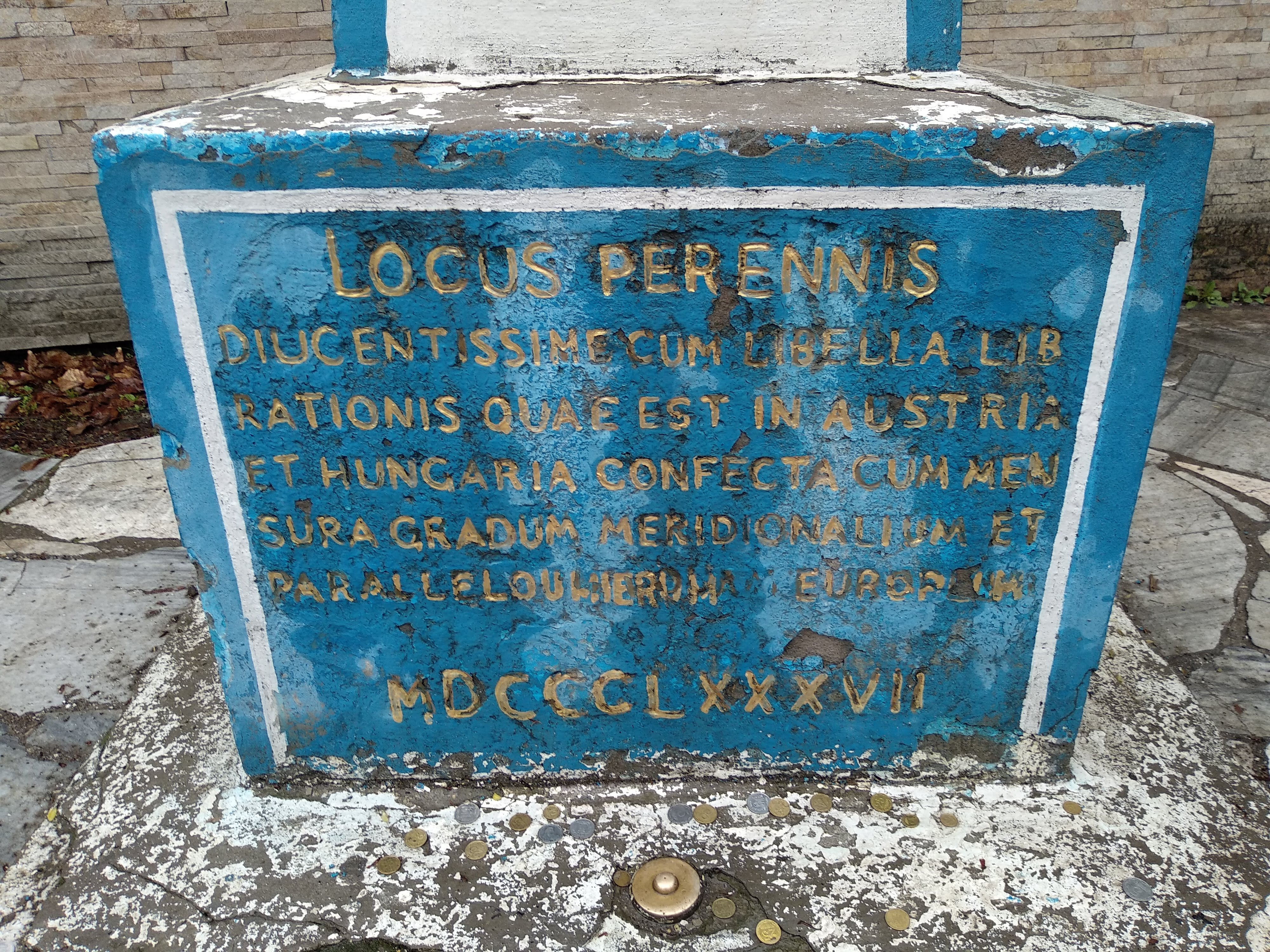
Напис на старому геодизичному знаку
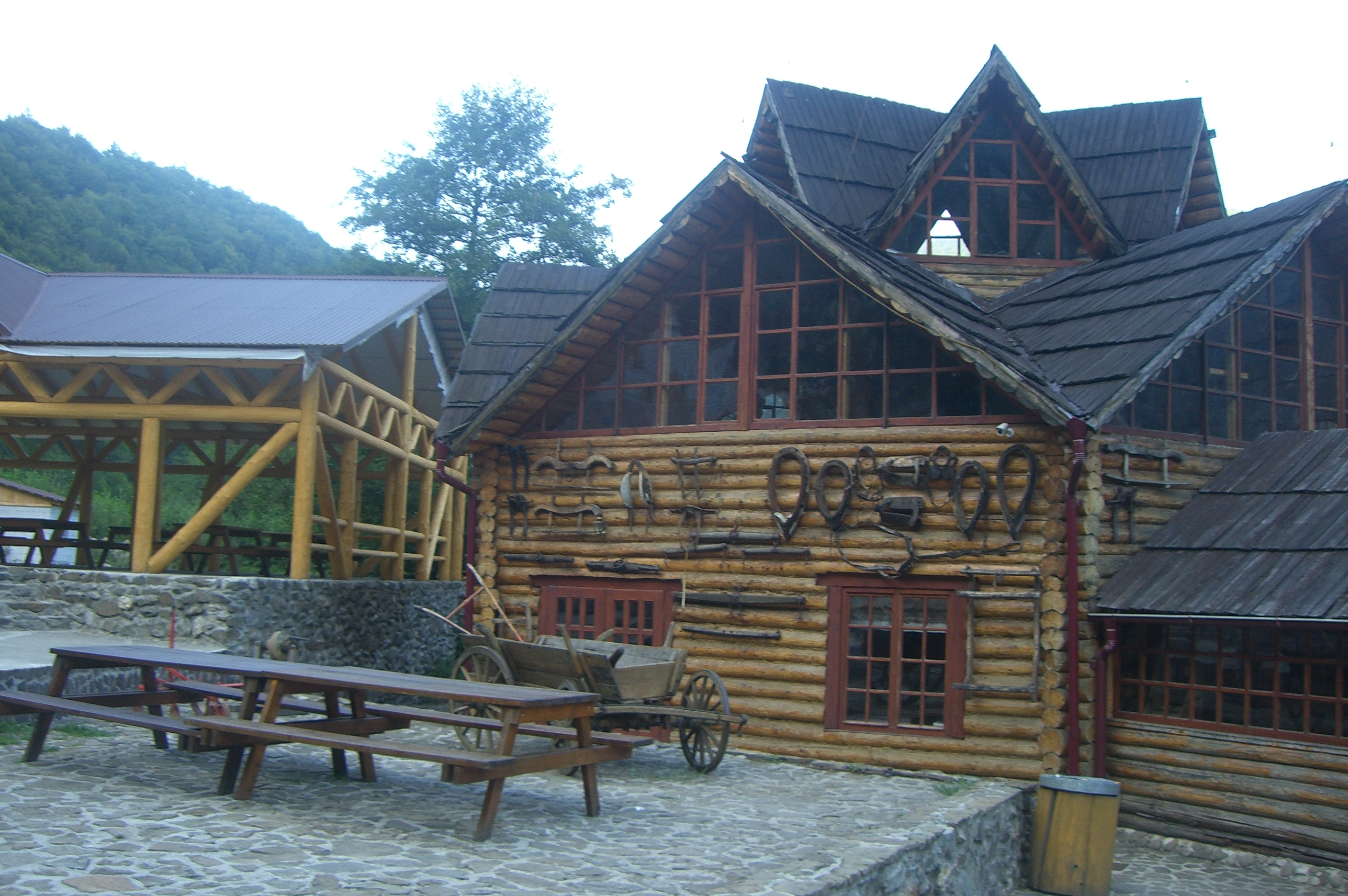
Етнографічна колиба-музей біля знаку